# Leoncin

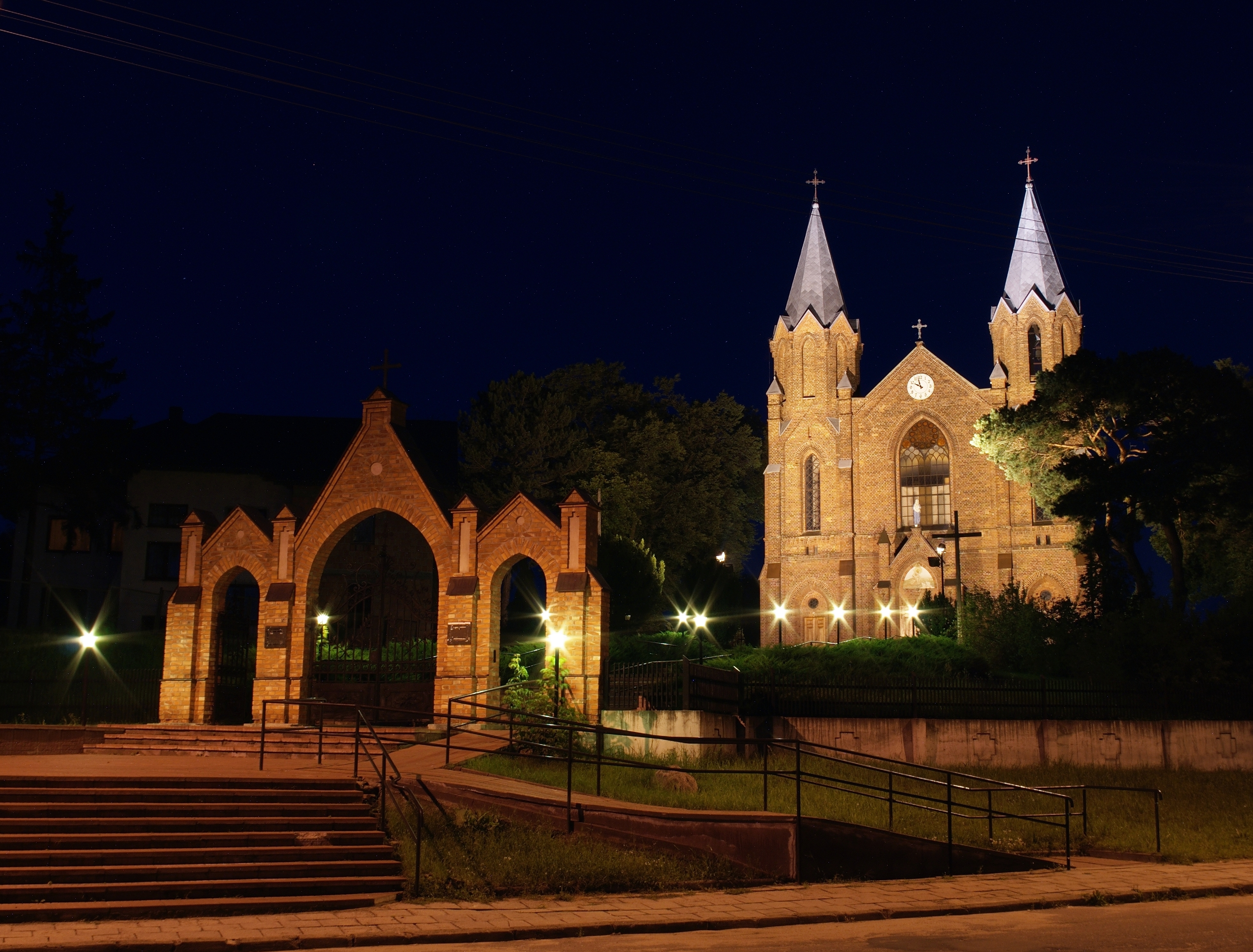
Kościół parafialny św. Małgorzaty

Leoncin – wieś sołecka w Polsce położona w województwie mazowieckim, w powiecie nowodworskim, w gminie Leoncin.
Do 1952 roku miejscowość była siedzibą gminy Głusk. W latach 1954–1972 wieś należała i była siedzibą władz gromady Leoncin. W latach 1975–1998 miejscowość administracyjnie należała do województwa warszawskiego.
Miejscowość jest siedzibą gminy Leoncin. W Leoncinie swoją siedzibę ma także stowarzyszenie Enjoy Leoncin, które działa na rzecz lokalnej społeczności. Stowarzyszenie jest współorganizatorem m.in. Wiślanych Spotkań oraz doprowadziło do budowy i wodowania łodzi Nadwiślanin.
Wieś jest siedzibą parafii św. Małgorzaty Dziewicy i Męczennicy.

## Ważniejsze obiekty
W Leoncinie znajduje się neogotycki kościół św. Małgorzaty wybudowany w latach 1881–1885 wg projektu Józefa Piusa Dziekońskiego.
Na cmentarzu parafialnym wznosi się foremna, ośmioboczna, drewniana kaplica o zrębowej konstrukcji zbudowana w 1789 roku. Pierwotnie kaplica stała w Głusku, skąd na obecne miejsce została przeniesiona w 1881 r. Kaplica została zbudowana jako wotum dziękczynne za zwycięstwo Stefana Czarnieckiego nad Szwedami. Na cmentarzu w Leoncinie została pochowana m.in. powieściopisarka Wanda Korotyńska.
Istnieje tu cmentarz z grobami polskich żołnierzy z 1939. Na placu im. prof. Romana Kobendzy, przed kościołem, znajduje się obelisk upamiętniający poległych w obu wojnach światowych.

## Kultura
Wieś została uwieczniona we wspomnieniach pisarza i noblisty Isaaca Bashewisa Singera oraz w książkach jego brata, Joszuy. Isaac urodził się w 1902 właśnie tutaj, w budynku drewnianej bożnicy. W 1978 roku został laureatem literackiej nagrody Nobla.
We wsi Andrzej Wajda nakręcił sceny do swoich filmów: Brzezina i Pan Tadeusz. W przypadku drugiego dzieła doszło tutaj do spotkania Tadeusza i Telimeny (Michał Żebrowski i Grażyna Szapołowska).